# Élections constituantes de 1945 dans la Creuse
Les élections constituantes françaises de 1945 se déroulent le 21 octobre.

## Mode de scrutin
Les députés sont élus selon le système de représentation proportionnelle suivant la règle de la plus forte moyenne dans le département, sans panachage ni vote préférentiel.
Il y a 586 sièges à pourvoir.
Dans le département de la Creuse, trois députés sont à élire.

## Élus
Les trois députés élus sont : 
| Identité         | Parti | Parti |
| ---------------- | ----- | ----- |
| Auguste Tourtaud |       | PCF   |
| Roger Cerclier   |       | SFIO  |
| Pierre Bourdan   |       | UDSR  |

## Résultats

### Résultats à l'échelle du département
| Parti          | Parti                                             | Tête de liste    | Résultats | Résultats | Sièges | Sièges |
| Parti          | Parti                                             | Tête de liste    | Voix      | %         |        |        |
| -------------- | ------------------------------------------------- | ---------------- | --------- | --------- | ------ | ------ |
|                | Parti communiste français                         | Auguste Tourtaud | 30 734    | 33,14     | 1      |        |
|                | Section française de l'Internationale ouvrière    | Roger Cerclier   | 26 012    | 28,05     | 1      |        |
|                | Union démocratique et socialiste de la Résistance | Pierre Bourdan   | 25 952    | 27,99     | 1      |        |
|                | Parti républicain, radical et radical-socialiste  | Georges Parry    | 10 035    | 10,82     | -      |        |
|                |                                                   |                  |           |           |        |        |
| Inscrits       | Inscrits                                          | Inscrits         | 137 906   | 100,00    | 3      |        |
| Votants        | Votants                                           | Votants          | 94 638    | 68,63     |        |        |
| Blancs et nuls | Blancs et nuls                                    | Blancs et nuls   | 1 905     | 2,01      |        |        |
| Exprimés       | Exprimés                                          | Exprimés         | 92 733    | 97,99     |        |        |